# 山野邊義方
山野邊 義方（やまのべ よしまさ、1928年 - ）は、日本の経済学者。流通経済大学名誉教授、専攻は物流論、物流管理。茨城県水戸市出身

## 経歴
- 1952年 東京大学経済学部卒業[1]
- 1962年 米国・ザビエル大学（英語版）大学院経営学修士課程修了[1]
- 株式会社日通総合研究所 経済研究部 主任研究員を経て、[2]
- 1984年 流通経済大学流通問題研究所 教授(1984年4月より)[2]
- 1996年 流通経済大学流通情報学部 教授(2001年3月まで)[3]
- 2001年 流通経済大学名誉教授[4]

## 著書

### 単著
- 陸運業界上位8社の経営比較（教育社、1980年）
- 航空輸送の知識』（東洋経済新報社、1983年、ISBN 978-4492550861）
- 航空業界（教育社、1985年、ISBN 978-4315511048）
- 陸運業界（教育社、1991年、ISBN 978-4315511703）
- 物流管理の基礎（白桃書房、1991年、ISBN 978-4561750819）

### 共著および分担執筆
- 現代販売実務辞典（日本生産性本部、1976年）[1]
- 経営実務大百科（ダイヤモンド社、1976年）[1]
- 物流ハンドブック（ダイヤモンド社、1981年）[1]
- トラック業務の基礎知識（日本交通社、1981年）[1]
- 物流の知識（東洋経済新報社、1985年）[1]
- 陸運業経営の基礎（白桃書房、1985年、ISBN 978-4561730262）
- 航空・JR・私鉄（二期出版、1989年、ISBN 978-4890500321）
- 流通経済の理論と実際（成山堂書店、1995年、ISBN 978-4425921911）

### 論文
- 「コンテナリゼーションの経済学」『運輸と経済』運輸調査局、1972年、32巻11号 p6-16、NAID 40000181381
- 「米国企業の物流費管理」『季刊 輸送展望』日通総合研究所、1976年春季号、p113-118
- 「米国企業における物流管理の展開」『季刊 輸送展望』日通総合研究所、1979年冬季号、p44-48
- 「国内航空貨物成長の構造」『運輸と経済』運輸調査局、1983年、43巻11号 p38-46、NAID 40000184151
- 「アメリカにおけるロジスティクス・マネジメントの展開」『季刊 輸送展望』日通総合研究所、1988年春季号、p48-54
- 「中国の市場経済化と物流改革」『日中経協ジャーナル』日中経済協会、1996年、35巻NAID 40005017099

ほか